# Masterpiece Cakeshop vs. Komise pro občanská práva Colorado
Masterpiece Cakeshop vs. Komise pro občanská práva Colorado byl americký soudní spor z let 2012 až 2018. Jeho hlavním protagonistou byl Jack Phillips, majitel cukrářství Masterpiece Cakeshop (Lakewood, stát Colorado), který s odvoláním na své náboženské přesvědčení odmítl vyhotovit svatební dort pro homosexuální pár, Charlieho Craiga a Davida Mullinse. Craig a Mullins následně podali stížnost ke Komisi pro občanská práva v Coloradu, která jejich stížnosti vyhověla. V letech 2017–2018 se odvoláním Phillipse zabýval i Nejvyšší soud Spojených států amerických.

## Pozadí sporu
Charlie Craig a David Mullins se zasnoubili roku 2011. Protože stejnopohlavní manželství bylo v Coloradu legalizováno až roku 2014, uzavřeli manželství téhož roku ve státě Massachusetts a v Coloradu plánovali sňatek oslavit se svou rodinou a přáteli. V červnu 2012 proto v doprovodu Deborah Munnové, Craigovy matky, navštívili cukrářství Masterpiece Cakeshop a zadali objednávku na výrobu svatebního dortu. Majitel podniku Jack Phillips se zeptal, pro koho má dort být. Poté, co Mullins odpověděl, že pro ně dva, Phillips jejich žádost odmítl, protože podle vlastních slov nemohl jako křesťan takový dort vytvořit, aniž by se tím stavěl proti svému svědomí. Zároveň ale páru nabídl, že si u něj mohou na svou oslavu vybrat jakýkoliv jiný dort, což dvojice odmítla a dort si objednala u jiného cukráře.
Během telefonického hovoru s Deborah Munnovou následujícího dne po události Phillips potvrdil, že svatební dort pro jejího syna a jeho snoubence odmítl vyhotovit, protože to odporuje jeho náboženskému vyznání a navíc k roku 2012 stát Colorado neumožňoval osobám stejného pohlaví vstoupit do manželství.

## Průběh sporu

### Stížnost ke Komisi pro občanská práva
Craig a Mullins podali roku 2012 stížnost ke Komisi pro občanská práva v Coloradu z důvodu porušení antidiskrimačního zákona státu Colorado, který zakazuje veřejně přístupným podnikům odmítnout zákazníky na základě jejich rasy, náboženského vyznání, genderu nebo sexuální orientace. Komise rozhodla ve prospěch páru a Jacku Phillipsovi kromě povinnosti péct dorty i na oslavu stejnopohlavních sňatků nařídila také změnu interní politiky podniku coby prevenci proti opětovné diskriminaci. Jack Phillips se proti rozhodnutí odvolal ke Státnímu soudu v Coloradu.

### Odvolání ke Státnímu soudu a Nejvyššímu soudu Colorado
Státní soud v Coloradu zamítl Phillipsovo odvolání s odůvodněním, že výroba dortů pro různé příležitosti je očekávaná součást jeho zaměstnání a nikoliv výraz svobody projevu nebo náboženského vyznání. Jack Phillips se proti rozhodnutí Státního soudu roku 2017 odvolal k Nejvyššímu soudu státu Colorado a ten jeho odvolání opět zamítl. Poté se Phillips obrátil na Nejvyšší soud Spojených států amerických a jeho žádosti o projednání případu bylo vyhověno se stanovením začátku ústního jednání na prosinec 2017.

### Nejvyšší soud Spojených států amerických
S podporou americké konzervativní neziskové organizace Alliance Defending Freedom se Phillips snažil u soudu prokázat, že jeho odmítání stejnopohlavního manželství je součástí jeho hlubokého a upřímného náboženského vyznání, tudíž i jeho práva na svobodu projevu a svobodného vyznávání náboženství. Upozorňoval také na fakt, že příliš násilný výklad antidiskriminačního zákona ve prospěch Craiga a Mullinse může být v důsledku diskriminační pro něj s poukazem na jiný případ, kde Komise pro občanská práva v Coloradu rozhodla, že cukrář smí odmítnout objednávku zákazníka, který si na dort přeje uvést nápis namířený proti gay komunitě. Uvedl také, že homosexuální pár má prokazatelně stejný přístup ke službám a zboží jako pár heterosexuální, jelikož Craig i Mullins si dort bez potíží objednali v jiném cukrářství. Protistrana jejich tvrzení vyvracela s odůvodněním, že výroba svatebního dortu nemůže být chápána jako výraz náboženského přesvědčení cukráře.
V červnu 2018 soudní dvůr rozhodl, že předchozí rozhodnutí Komise pro občanská práva a Státního i Nejvyššího soudu v Coloradu zasahovala do práva Jacka Phillipse na svobodu projevu a zkritizovala je jako projevy zaujatosti proti náboženství.

## Kontroverze
Spor vyvolal značnou kontroverzi a podnítil diskusi o střetu náboženské svobody a svobody projevu na jedné straně a uplatňování antidiskriminačního zákona na straně druhé. Příznivci Jacka Phillipse tvrdí, že odmítnutím objednávky na svatební dort pro gay pár uplatnil svoje právo na svobodu projevu a vyznání v souladu s klauzulemi o svobodě projevu a svobodném vyznávání náboženství z prvního dodatku Ústavy Spojených států amerických. Jeho odpůrci oponují, že odmítnutím zakázky na základě sexuální orientace zákazníků došlo k jednoznačnému porušení antidiskriminačního zákona a je tedy neakceptovatelné.
Masterpiece Cakeshop v současné době veškeré objednávky na výrobu svatebních dortů odmítá.